# Яблонка, Ева
Ева Яблонка (ивр. חווה יבלונקה‎, урождённая Таворы; род. 1952, Польша) — израильский биолог-теоретик, специалист по эпигенетической наследственности.
В 1957 переехала в Израиль. В 1980 году окончила Университет Бен-Гуриона, получив магистерскую степень по микробиологии с отличием; за магистерскую работу была награждена премией Ландау[уточнить]. После окончания университета поступила в аспирантуру Еврейского университета в Иерусалиме, в 1988 году защитила диссертацию на тему «Изменения в структуре хромосом и активности генов неактивной X-хромосомы самок млекопитающих», за которую была награждена премией Маркуса. С 1987 преподаёт в Тель-Авивском университете.
В начале научной деятельности исследовала вопросы генетики бактерий. В дальнейшем сосредоточилась на проблемах негенетической эволюции, разрабатывая тему передачи опыта вне генетической наследственности в эволюции животных. Сотрудничает с британским биологом Мэрион Лэмб, в соавторстве с которой написала серию статей и несколько книг, включая «Эпигенетическая наследственность и эволюция: ламаркистское измерение» («Epigenetic Inheritance and Evolution: the Lamarckian Dimension»), «Эволюция в четырёх измерениях: генетическая, эпигенетическая, поведенческая и символьная изменчивость в истории жизни» («Evolution in Four Dimensions: Genetic, Epigenetic, Behavioral, and Symbolic Variation in the History of Life»).
Взгляды Яблонки на эволюцию вызывают скепсис у многих учёных, хотя часть сообщества считает их предвестником революции в эволюционной биологии.

## Публикации
- Eva Jablonka, Marion J. Lamb Meiotic pairing constraints and the activity of sex chromosomes/ «Journal of Theoretical Biology», Volume 133, Issue 1, 7 July 1988, Pages 23-36
- Eva Jablonka, Marion J. Lamb The inheritance of acquired epigenetic variations. «Journal of Theoretical Biology», Volume 139, Issue 1, 10 July 1989, Pages 69-83
- Eva Jablonka and Marion J. Lamb (1995). «Epigenetic Inheritance and Evolution: the Lamarckian Dimension», Oxford University Press. ISBN 0-19-854063-9, ISBN 978-0-19-854063-2, ISBN 978-0-19-854063-2
- Eytan Avital and Eva Jablonka. (2000) «Animal Traditions: Behavioural Inheritance in Evolution». Cambridge University Press. ISBN 0-521-66273-7
- Eva Jablonka and Marion J. Lamb (2005) «Evolution in Four Dimensions: Genetic, Epigenetic, Behavioral, and Symbolic Variation in the History of Life». MIT Press. ISBN 0-262-10107-6
- Eva Jablonka, Marion J. Lamb The evolution of information in the major transitions. «Journal of Theoretical Biology», Volume 239, Issue 2, 21 March 2006, Pages 236—246
- Jablonka, E., & Lamb, M. J. The expanded evolutionary synthesis—a response to Godfrey-Smith, Haig, and West-Eberhard (англ.) // Biology and Philosophy[англ.] : journal. — 2007. — June (vol. 22, no. 3). — P. 453—472. — ISSN 0169-3867. — doi:10.1007/s10539-007-9064-z.
- Jablonka, E. and Lamb, M. J. (1990), The Evolution of Heteromorphic Sex Chromosomes. Biological Reviews, 65: 249—276. doi: 10.1111/j.1469-185X.1990.tb01426.x.